# Chorągiew węgierska Marszałka Wielkiego Litewskiego

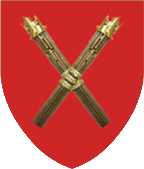
Laski marszałkowskie

Chorągiew Węgierska Marszałka Wielkiego Litewskiego – jednostka piechoty węgierskiej na służbie wojska I Rzeczypospolitej, istniejąca w latach 1717-1794.
Stanowisko: u boku marszałka wielkiego litewskiego. Zgodnie z tradycją szefem chorągwi był także każdorazowo marszałek wielki litewski (stąd nazwa jednostki).

## Rotmistrzowie
- Onufry Zawadzki (1787),
- Józef Grzymała Lubański (1793).